# Gorgeous
"Gorgeous" é uma canção gravada pela cantora e compositora norte-americana Taylor Swift para o seu sexto álbum de estúdio Reputation (2017). A faixa foi inicialmente lançada como o primeiro single promocional do disco, em 20 de outubro de 2017. A canção chegou ao top 10 na Austrália e no Canadá, e ao top 20 no Reino Unido, Estados Unidos, Irlanda e Escócia.

## Antecedentes e lançamento
Logo após o lançamento de "...Ready for It?", os fãs começaram a especular que Swift lançaria uma nova canção em 13 de outubro de 2017. Em vez disso, ela realizou uma festa de escuta secreta, onde ela tocou seu sexto álbum de estúdio, Reputation, para 100 fãs de todo o mundo. Alguns dias depois, no dia 19, a cantora anunciou o lançamento de uma canção intitulada "Gorgeous" através de sua conta no Instagram, juntamente com uma breve amostra da faixa, a qual continha "uma voz de bebê dizendo 'gorgeous' sobre um base musical eletro-pop", conforme descrito pela revista Billboard. Ela foi, então, lançada um dia depois, em 20 de outubro de 2017, como o segundo single promocional de Reputation. No mesmo dia, um lyric video da canção foi lançado.

## Composição
"Gorgeous" foi escrita por Swift, juntamente com Max Martin e Shellback, que também produziram a faixa. Ela foi descrita como uma canção "pop feita para as rádios". Em relação à letra, a canção descreve "a busca por um par romântico irritante", o qual Swift descreve como "gorgeous" (lindo). A voz que faz a abertura da música é de James Reynolds Lively, que tinha apenas 2 anos de idade na gravação, ela é a filha dos atores Ryan Reynolds e Blake Lively, ambos amigos próximos da própria artista Taylor Swift.
Hugh McIntyre, da revista Forbes, caracterizou a produção da canção como "simultaneamente uma bateria 808 básica e uma tentativa de algo que empurra o eletro-pop para um território mais interessante do que o Top 40 está acostumado". Maeve McDermott do jornal USA Today comparou o refrão da canção ao som de Katy Perry. De acordo com a revista Elle, o homem mencionado na canção é o ator britânico Joe Alwyn, que é o namorado atual de Swift. A canção foi composta no tom de Dó maior, com um ritmo de 92 batidas por minuto, com os vocais de Swift abrangendo de Sol3 a Dó5.

## Recepção crítica
Maeve McDermott, do jornal USA Today, elogiou a canção, chamando-a de "prova adicional da dominação do pop da rainha deles", para os fãs de Taylor Swift, e "um presságio promissor de que a velha Taylor pode não estar morta ainda" para os "ouvintes que até agora têm estado céticos sobre a nova direção de Swift ". A revista Glamour afirmou que a canção era prova de que Swift estava "solitariamente salvando a música pop em 2017", chamando-a de "efervescente" e "deliciosa", devido a ela ser "ligeiramente à esquerda do estilo central". Em uma crítica positiva, na revista Variety, Chris William chamou-a de uma "canção mais convencional de Taylor Swift" que "traz alguns dos convencionais prazeres que apenas uma canção pop sobre apaixonar-se profundamente consegue trazer". Jon Blistein, da revista Rolling Stone achou que a canção é "o yang para o vingativo e raivoso yin de "Look What You Made Me Do", pois Swift canta "saudosamente" sobre um homem com um "pop gentil e feito para as rádios".
Clayton Purdom do website The A.V. Club chamou-a de "seu primeiro single bom, após uma eternidade", afirmando que a canção "limpa o baixo padrão deixado por seus dois antecessores ["Look What You Made Me Do" e "...Ready for It?"]" e se iguala facilmente às melhores canções presentes em 1989. Eric Renner Brown da revista Entertainment Weekly deu à canção uma nota B+. Richard S. He da revista Billboard começou dizendo que os versos da canção são "os mais sem graça de Swift", afirmando que a protagonista "não é uma boa pessoa", ao mesmo tempo percebendo que ela estava interpretando um personagem e que "nunca fora mais inteligente". Spencer Kornhaber, da revista The Atlantic, disse que a canção é "na superfície, a mais similar à 1989 das três canções de Reputation, até agora" e afirmou que "a canção é muito cativante e refrescantemente direta". Em uma crítica mista, Frank Guan do site Vulture afirmou que a canção "não é terrível", mas é "mais uma canção de Reputation que não está à altura do seu título".

## Desempenho nas tabelas musicais
Nos Estados Unidos, a canção estreou na posição de número treze na parada Billboard Hot 100, que combina dados de streaming, airplay e vendas, também chegou à 16ª posição na parada Streaming Songs, com 16,9 milhões de streams nos EUA. Esta tornou-se a 14ª canção número 1 da cantora na parada Digital Songs, com vendas iniciais de 68 mil cópias, e com "Gorgeous" estreando no topo desta parada, Swift empatou com Rihanna como artista com mais canções numero um na história da parada: 14 cada. Swift também ampliou o seu recorde de canções que estrearam na posição de numero 1 a 13.

### Posições
| Tabela musical (2017)                                  | Melhor posição |
| ------------------------------------------------------ | -------------- |
| Alemanha (Media Control Charts)                        | 45             |
| Austrália (ARIA Charts)                                | 9              |
| Canadá (Canadian Hot 100)                              | 9              |
| Coreia do Sul (Gaon Music Chart)                       | 94             |
| Escócia (The Official Charts Company)                  | 12             |
| Eslováquia (IFPI Slovenská Republika)                  | 17             |
| Estados Unidos (Billboard Hot 100)                     | 13             |
| Finlândia (IFPI Finlândia)                             | 22             |
| França (Syndicat National de l'Édition Phonographique) | 64             |
| Grécia (Greece Digital Songs)                          | 7              |
| Irlanda (Irish Recorded Music Association)             | 18             |
| Itália (Federazione Industria Musicale Italiana)       | 66             |
| Noruega (VG-lista)                                     | 28             |
| Nova Zelândia (NZ Top 40 Singles)                      | 19             |
| Países Baixos (MegaCharts)                             | 60             |
| Reino Unido (UK Singles Chart)                         | 15             |
| Suécia (Sverigetopplistan)                             | 41             |
| União Europeia (Euro Digital Songs)                    | 15             |

## Histórico de lançamento
| País   | Data                  | Formato                    | Gravadora(s) |
| ------ | --------------------- | -------------------------- | ------------ |
| Vários | 20 de outubro de 2017 | Download digital streaming | Big Machine  |

### Certificações
| País (Empresa)        | Certificação |
| --------------------- | ------------ |
| Estados Unidos (RIAA) | Ouro         |